# Google Photos

Gugl fotografije je usluga za razmenu i skladištenje fotografija koju je razvio Gugl. Najavljena je u maju 2015. i izdvojena iz Gugl+, bivše društvene mreže kompanije.
Gugl fotografije dele 15 gigabajta besplatnog prostora za skladištenje sa drugim Gugl uslugama, kao što su Gugl disk i Gmail. Korisnici mogu da otpremaju svoje fotografije i video zapise u bilo kom podešavanju kvaliteta, originalnom ili komprimovanom (fotografije i video snimci do 16 megapiksela i 1080p rezolucije, respektivno), koji će se računati u nivo besplatnog skladišta (komprimovane stavke otpremljene pre 1. juna 2021. godine, zajedno sa stavkama otpremljenim preko Piksel telefona objavljenih pre tog datuma, su neograničeni). Korisnici mogu da prošire svoje skladište putem plaćenih Gugl jedan pretplata.
Usluga automatski analizira fotografije, identifikujući različite vizuelne karakteristike i subjekte. Korisnici mogu da traže bilo šta na fotografijama, a usluga vraća rezultate iz tri glavne kategorije: ljudi, mesta i stvari. Kompjuterska vizija Gugl fotografija prepoznaje lica (ne samo ljudska lica, već i kućnih ljubimaca), grupišu slična lica (ova funkcija je dostupna samo u određenim zemljama zbog zakona o privatnosti); geografske znamenitosti (kao što je Ajfelova kula); i teme, uključujući rođendane, zgrade, životinje, hranu i još mnogo toga.
Različiti oblici mašinskog učenja u servisu Fotografije omogućavaju prepoznavanje sadržaja fotografija, automatski generišu albume, animiraju slične fotografije u brze video zapise, površinska sećanja u značajnim vremenima i poboljšavaju kvalitet fotografija i video zapisa. U maju 2017, Gugl je najavio nekoliko ažuriranja za Gugl fotografije, uključujući podsetnike i predloženu razmenu fotografija, razmenu biblioteke fotografija između dva korisnika i fizičkih albuma. Fotografije su automatski sugerisale kolekcije na osnovu lica, lokacije, putovanja ili druge osobenosti.
Gugl fotografije su dobile priznanje kritike nakon što su se odvojile od Gugl+ 2015. Recenzenti su pohvalili ažuriranu uslugu Fotografije zbog tehnologije prepoznavanja, pretrage, aplikacija i vremena učitavanja. Ipak, izneta je zabrinutost zbog privatnosti, uključujući Guglovu motivaciju za izgradnju servisa, kao i njegov odnos sa vladama i mogućim zakonima koji zahtevaju od Gugla da preda celokupnu istoriju fotografija korisnika. Gugl fotografije su veoma popularne kod korisnika. Servis je dostigao 100 miliona korisnika nakon pet meseci, 200 miliona nakon jedne godine, 500 miliona nakon dve godine, a prešao je cifru od 1 milijarde korisnika 2019. godine, četiri godine nakon prvog lansiranja. Gugl izveštava da je 2020. godine bilo otpremano svake nedelje otprilike 28 milijardi fotografija i video snimaka, i da je više od 4 triliona fotografija uskladišteno u ukupnom servisu.

## Napomene
1. ↑  Za postavku „Ušteda prostora“; „Ekspresni kvalitet“ (fotografije do 3 megapiksela i video snimci rezolucije do 480p) je dostupno u određenim regionima

## Spoljašnje veze
- Zvanični veb-sajt